# مالك كيومارث
مَالِك كيومارث الأوَّل أو مَالِك جلال الدَّولة كيومارث كان الحاكم السَّادس والثَّلاثين من سُلالة آل بادوسبان الذيين حكموا رستمدار بين 808 و 857 هـ. كان مالك كيومارث مسؤولًا عن انتشار مذهب الشِّيعة الاثنا عَشرِيَّة في رستمدار وبنى العديد من المباني والنُّقوش الدِّينيَّة. وسَّع أراضي البادوسبان، خاصَّة في جنوب جبال ألبرز، وكان له علاقات مع التيموريِّينَ، المرعشيِّينَ والكاركيايِّيان.